# Orville H. Platt
Orville H. Platt (Washington, 1827. július 19. – Meriden, 1905. április 21.) az Amerikai Egyesült Államok szenátora (Connecticut, 1879–1905).